# Фелнак
Фелнак (рум. Felnac) — село у повіті Арад в Румунії. Адміністративний центр комуни Фелнак.
Село розташоване на відстані 429 км на північний захід від Бухареста, 13 км на південний захід від Арада, 40 км на північ від Тімішоари.

## Населення
За даними перепису населення 2002 року у селі проживали 2620 осіб.
Національний склад населення села:
| Національність | Кількість осіб | Відсоток |
| -------------- | -------------- | -------- |
| румуни         | 2075           | 79,2%    |
| цигани         | 259            | 9,9%     |
| серби          | 221            | 8,4%     |
| угорці         | 31             | 1,2%     |
| німці          | 14             | 0,5%     |
| українці       | 11             | 0,4%     |
| словаки        | 5              | 0,2%     |

Рідною мовою назвали:
| Мова      | Кількість осіб | Відсоток |
| --------- | -------------- | -------- |
| румунська | 2461           | 93,9%    |
| сербська  | 127            | 4,8%     |
| угорська  | 17             | 0,6%     |
| німецька  | 10             | 0,4%     |